# Matt
Matt fue hasta el 31 de diciembre de 2010 una comuna suiza del cantón de Glaris.
Desde el 1 de enero de 2011 hace parte de la nueva comuna de Glaris Sur en el marco de la Reforma comunal glaronesa, junto con las comunas de Betschwanden, Braunwald, Elm, Engi, Haslen, Linthal, Luchsingen, Mitlödi, Rüti, Schwanden, Schwändi y Sool.

## Geografía
Matt se encuentra situada al sur del cantón en el valle del Sernf, cuyas principales cimas son el Foostock (2610 m s. n. m.) y el Spitzmeilen (2501 m s. n. m.). La antigua comuna limitaba al norte con la comuna de Engi, al este con Flums (SG) y Mels (SG), al sur con Elm, y al oeste con Schwanden.

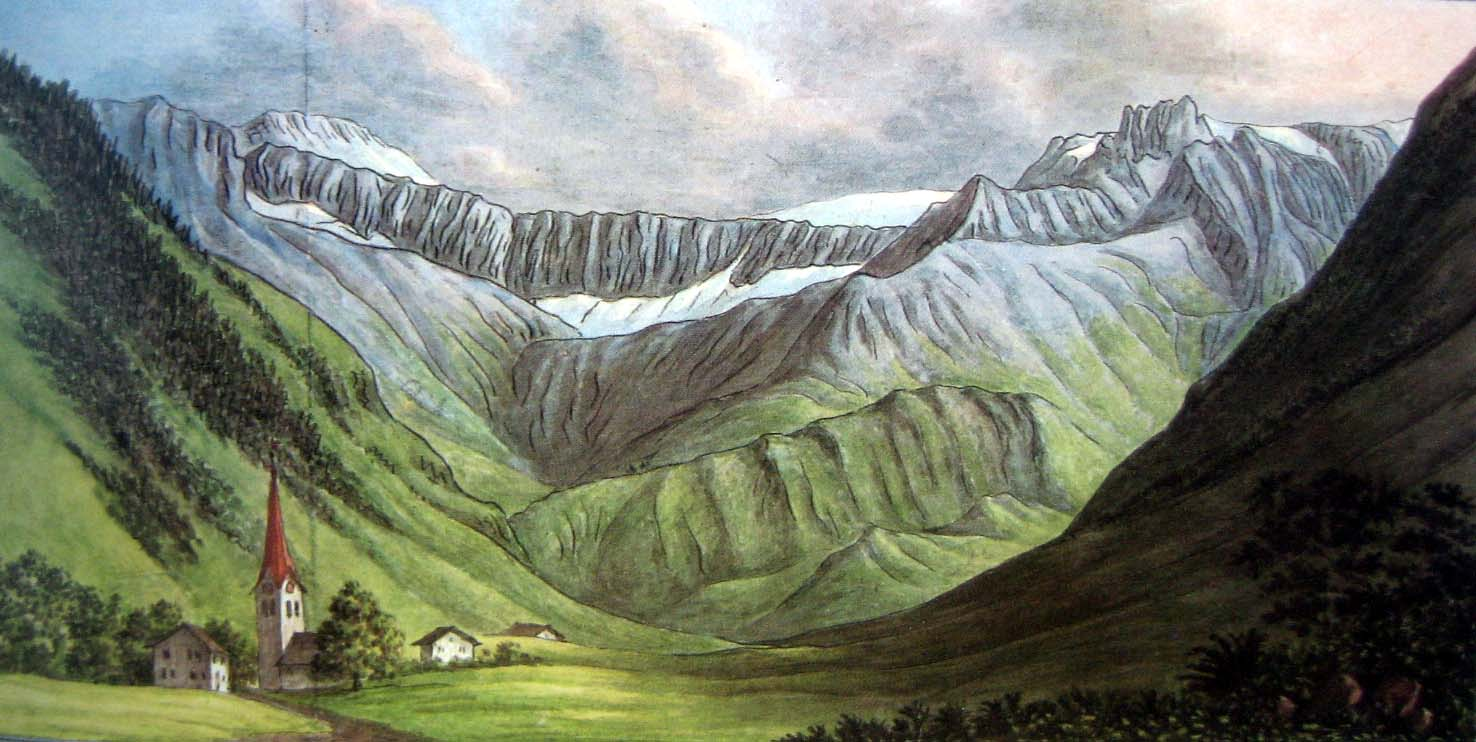
Acuarela de Hans Conrad Escher von der Linth, 1811.